# Orden de la Amaranta
La Orden de la Amaranta (en inglés: Order of the Amaranth ) es una organización másonica, fraternal y benéfica, para los maestros masones y sus esposas fundada en 1873. Sus miembros deben ser mayores de 18 años, los hombres deben ser maestros masones y las mujeres deben estar relacionadas con los masones, ya sea como esposas, madres, hijas, viudas, hermanas, tías, o deben haber sido miembras activas de la Orden Internacional del Arco Iris para Niñas o de las Hijas de Job durante más de tres años y haber sido recomendadas por un maestro masón. 
En las enseñanzas de la orden, se recuerda a sus miembros sus deberes hacia Dios, su país y sus semejantes, deben mostrar, de palabra y con hechos, su creencia en la regla de oro, y deben estar conformes con los principios de la orden: Verdad, Fe, Sabiduría y Caridad. La creencia en un Ser Supremo, es un requisito para formar parte de la organización. 
La Orden de la Amaranta colabora con la Asociación Americana de Diabetes, y reúne fondos que son otorgados en forma de subvenciones, para los investigadores. A través de sus esfuerzos, la orden espera encontrar una cura para la diabetes.